# توم جونستون (مغني)
توم جونستون (بالإنجليزية: Tom Johnston)‏ هو عازف قيثارة ومغني ومغن مؤلف أمريكي، ولد في 15 أغسطس 1948 في فيساليا في الولايات المتحدة.

## وصلات خارجية
- توم جونستون على موقع IMDb (الإنجليزية)
- توم جونستون على موقع ميوزك برينز (الإنجليزية)
- توم جونستون على موقع أول ميوزيك (الإنجليزية)
- توم جونستون على موقع ديسكوغز (الإنجليزية)